# Georgia Gould
Pour les articles homonymes, voir Gould.

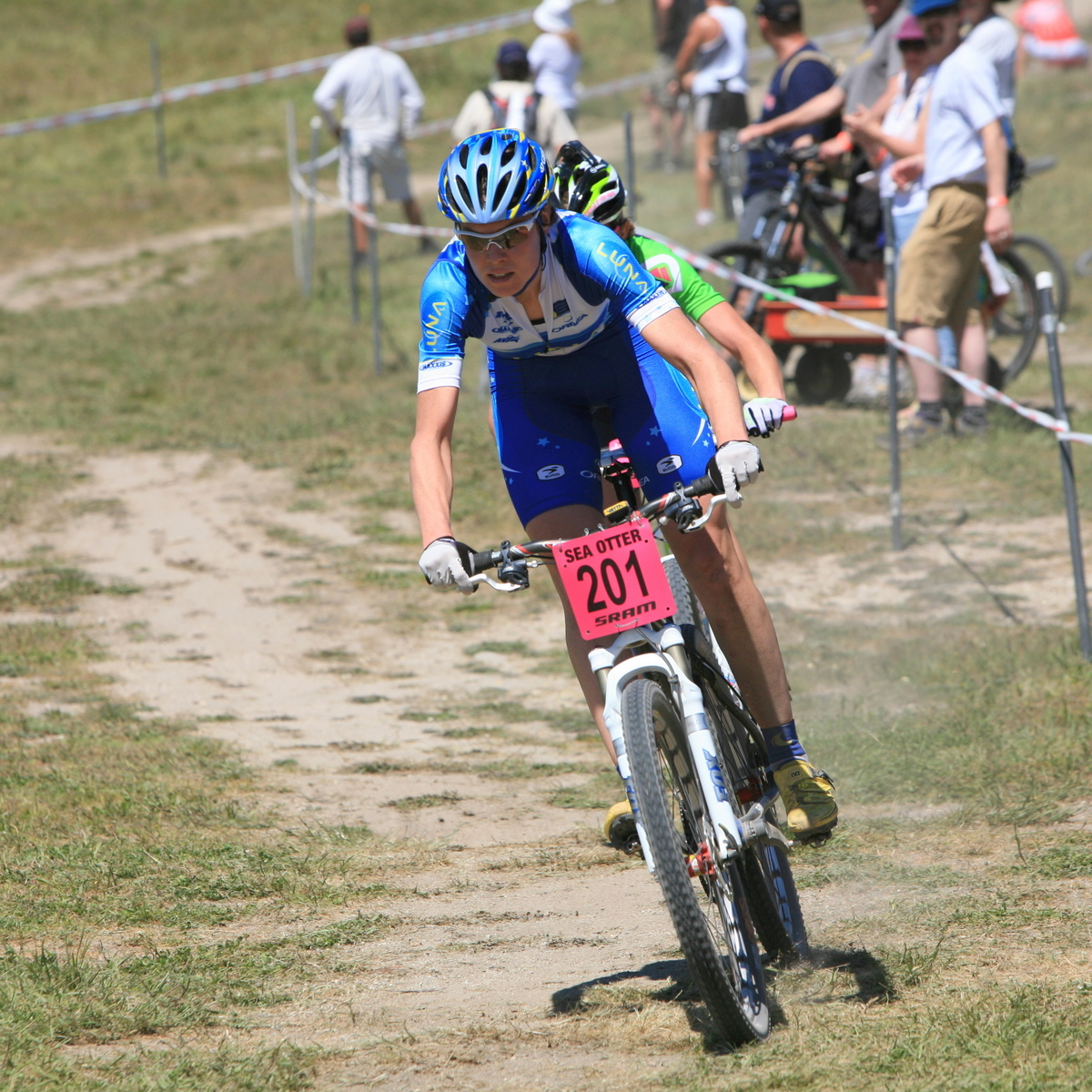
Georgia Gould en 2009.

Georgia Gould, née le 5 janvier 1980 à Baltimore, est une coureuse cycliste américaine de cross country (VTT).
En juin 2015, elle fait partie des treize cyclistes élus à la Commission des Athlètes au sein de l'UCI.

## Palmarès en VTT

### Jeux olympiques
- Pékin 2008
  - 8e du cross-country
- Londres 2012
  -  Médaillée de bronze en VTT cross-country

### Coupe du monde
- Coupe du monde de cross-country 
  - 5e en 2012
  - 17e en 2013
  - 15e en 2014
  - 22e en 2015
- Coupe du monde de cross-country eliminator
  - 18e en 2013

### Championnats des États-Unis
- Championne des États-Unis de cross-country : 2006, 2010, 2011 et 2012

## Palmarès en cyclo-cross
- 2006-2007
  - 2e du championnat des États-Unis de cyclo-cross
- 2007-2008
  - 3e du championnat des États-Unis de cyclo-cross
- 2008-2009
  - 2e du championnat des États-Unis de cyclo-cross
- 2010-2011
  - 2e du championnat des États-Unis de cyclo-cross
- 2012-2013
  - Colorado Cross Classic, Boulder
  - Victory Circle Graphix Boulder Cup, Boulder
- 2014-2015
  -  Médaillée de bronze au championnat panaméricain de cyclo-cross
- 2015-2016
  - US Open of Cyclocross #2, Boulder City